# Chelonus masoni
Chelonus masoni är en stekelart som beskrevs av Mccomb 1968. Chelonus masoni ingår i släktet Chelonus och familjen bracksteklar. Inga underarter finns listade i Catalogue of Life.